# Mỹ Lộc, Thái Thụy
Mỹ Lộc là một xã cũ thuộc huyện Thái Thụy, tỉnh Thái Bình, Việt Nam.
Đây là một xã được sáp nhập từ hai xã Thái Lộc và Thái Mỹ.
Xã Mỹ Lộc có diện tích 8,2 km², dân số năm 2022 vào khoảng 9300 người, mật độ dân số đạt 842 người/km².
Xã Mỹ Lộc có 7 thôn bao gồm: Tân Minh , Vũ Biên , Chỉ Thiện , Lũng Tả , Cao Mỹ Cổ Lũng , Hải Linh , Đoàn Kết.

## Giao thông
Là địa phương có dự án quốc lộ ven biển đi qua, dự án đã khởi công xây dựng ngày 14 tháng 2 năm 2019.
Đây là địa phương có dự án Đường cao tốc Ninh Bình – Hải Phòng đi qua,dự án đang trong quá trình nghiên cứu thiết kế hiện chưa được triển khai xây dựng.

## Kinh tế
Có nhà máy nhiệt điện Thái Bình 1 công suất 600MW đã hoàn thành xây dựng đã phát điện hòa lưới điện quốc gia.
Nhà máy nhiệt điện Thái Bình 2 công suất 1200MW đã hoàn thành từ năm 2019 hiện đang hoạt động và đã và đang phát điện hòa lưới điện quốc gia. Ở đây nổi tiếng với món ăn Cơm Chó